# پرونده نوار
پرونده نوار (به انگلیسی: File Noir) یک سریال تلویزیونی هنگ کنگی در ژانر داستان جنایی واکشن محصول سال ۱۹۸۹ که توسط کمپانی تی‌وی‌بی ساخته شده و با بازیگران اصلی این سریال دیوید سیو ، کیتی لای ، دانی ین، و فرانسیس نگ هستند. این سریال که در ابتدا در سپتامبر ۱۹۸۸ در خارج از کشور منتشر شد و از ۱ تا ۲۶ مه ۱۹۸۹ در هنگ کنگ پخش شد.  